# The Infinity Gauntlet
The Infinity Gauntlet (с англ. — «Перчатка Бесконечности») — американская серия комиксов, опубликованная Marvel Comics. В дополнение к одноимённой ограниченной серии из шести выпусков, написанной Джимом Старлином и нарисованной Джорджем Пересом и Роном Лимом, в соответствующих комиксах появились перекрёстные главы. С момента своей первоначального выхода с июля по декабрь 1991 года серия была переиздана в различных форматах и изданиях.
События серии разворачиваются вокруг Таноса, нигилиста, созданного для Marvel Старлином в 1973 году. Когда Старлин начал писать комиксы о Серебряном сёрфере в 1990 году, он и Лим начали новый сюжет с Таносом, который развивался более чем в течение шестнадцати ежемесячных выпусков и ограниченной серии, прежде чем завершиться в The Infinity Gauntlet. Перес был привлечён, чтобы нарисовать серию, потому что у него было больше признания среди фанатов и потому что у Лима уже был полный график. Однако, после завершения трёх выпусков и части четвёртого, его собственный напряжённый график и недовольство сюжетом привели к тому, что его заменил Лим.
В начале серии Танос собрал все шесть камней Бесконечности и прикрепил их к своей перчатке. С их объединённой силой он становится «как бог» и стремится завоевать любовь Смерти, живого воплощения смерти во вселенной Marvel. Когда Танос использует свои силы, чтобы мгновенно стереть половину жизни во вселенной, Адам Уорлок ведёт оставшихся героев Земли против него. После того, как Перчатка Бесконечности была украдена злодейской внучкой Таноса Небулой, Танос помогает оставшимся героям победить её. Уорлок в конечном итоге получает Перчатку Бесконечности и использует её силу, чтобы отменить всё, что сделал Танос.
Серия была бестселлером для Marvel во время публикации, и за ней последовали два продолжения, «The Infinity War» и «The Infinity Crusade». События этой истории продолжали ссылаться в других комиксах Marvel в течение десятилетий. Перчатка Бесконечности оставалась популярной среди поклонников, гарантируя многочисленные переиздания и товары, с её темами и сюжетными элементами, адаптированными в игры и мультфильмы. Наиболее примечательностью среди более поздних адаптаций была «Сага Бесконечности» Кинематографической вселенной Marvel, которая включила элементы оригинального комикса в сагу, которая охватывала почти два десятка связанных фильмов.

## Сюжет
Воскрешённый Смертью, чтобы исправить предполагаемый дисбаланс между жизнью и смертью, Безумный Титан Танос впервые сталкивается с Серебряным Сёрфером, а затем инсценировал свою смерть, чтобы продолжить без вмешательства. Танос решает повторно приобрести шесть Камней Бесконечности, которые он ранее использовал в качестве простого оружия. После победы над несколькими Старейшинами Вселенной и Посредником, Танос снова получает их и имеет контроль над шестью аспектами существования: временем, пространством, разумом, душой, реальностью и силой. По иронии судьбы, когда Танос владеет своей «Инновацией Бесконечности», Смерть советует ему через посредника, что она не может говорить с ним напрямую, так как теперь он её начальник.
Когда Серебряный Сёрфер узнаёт, что Танос всё ещё жив, и противостоит ему, Танос заманил душу Серебряного Сёрфера в Камень Души. В «Мире душ» Серебряный Сёрфер сталкивается с бывшим врагом Таноса, Адамом Уорлоком. Уорлок возвращает Сёрфера в своё тело и обещает помочь победить Таноса. Сёрфер мчится на Землю, чтобы предупредить суперкоманду Мстителей о грядущей угрозе. Демоническая сущность Мефисто чувствует силу в Перчатке Бесконечности и предлагает проинструктировать Таноса о её использовании, тайно ожидая возможности украсть её.
Разозлившись на отказ Смерти, Танос создаёт святыню по её образу и подобию, а затем ловит и сжигает Небулу, которая притворялась его «внучкой» в качестве подношения. Когда Танос всё ещё отвергается, в приступе ярости он уничтожает несколько звёзд, а затем вспоминает причину, по которой Смерть хотела его. Одними лишь щелчками пальцев Танос устраняет половину всех живых существ во вселенной. Сёрфер предупреждает Доктора Стрэнджа о Таносе и призывает его призвать героев Земли. Космические сущности Галактус и Эпоха ищут источник внезапного дисбаланса, в то время как Уорлок и спутники Гамора и мролль Пип покидают Мир душ и воскрешают недавно мёртвых людей на Земле, возрождая и изменяя тела в соответствии с их прежним внешним видом. Уорлок появляется перед Доктором Стрэнджем и утверждает, что Танос может быть побеждён только в том случае, если оставшиеся герои Земли объединятся под его командованием.
Уорлок встречается с группой космических сущностей, которые, несмотря на нежелание и уход Живого Трибунала и Вечности, соглашаются напасть на Таноса. Объединённые герои атакуют, пока Уорлок и Сёрфер наблюдают, а Танос почти побеждён, прислушаясь к совету Мефисто ограничить свою силу, чтобы продемонстрировать свою преданность Смерти, пока доктор Дум, участник команды, работающей против Таноса, высокомерно пытается, и ему не удается украсть Перчатку, которой Танос сбивает Дума по всему космосу и убивает большинство героев.
После того, как герои терпят неудачу, космические сущности атакуют, а Мефисто и Смерть также присоединяются к нападению на Таноса. Танос, однако, заманил в ловушку всех сущностей в стазисе и меняет святыню, чтобы показать себя вместо Смерти. Полагая, что он победил всех своих врагов, Танос отделяет своё сознание от своего тела и принимает астральную форму, занимая место Вечности. Небула использует эту возможность, чтобы украсть выброшенную Перчатку Бесконечности. После восстановления себя Небула изгоняет Таноса, чтобы он дрейфовал по межзвёздному пространству, но его спасает и догоняет на Землю Доктор Стрэндж. Уорлок советует Таносу, что, находясь в Мире душ, он смог осмотреть душу титана. Благодаря своей связи с Камнем Души, Уорлок знал, что Танос в конечном итоге потеряет Перчатку Бесконечности, потому что в своей основе Танос чувствовал себя недостойным силы. Ошеломлённый этим откровением, Танос соглашается помочь Уорлоку, Доктору Стрэнджу и Серебряному Сёрферу противостоять Небуле.
Танос обманывает Небулу, чтобы восстановить вселенную до её прежнего состояния, непреднамеренно возвращаясь в жертву ожога. Небула восстанавливает здоровье, прежде чем Танос сможет вернуть агату, но во время этого отвлечения Уорлок возвращается в Мир душ и использует свою связь с Камнем, чтобы создать дисгармонию между другими Камнями. Это заставляет Небулу снять Перчатку, на которую претендует новый Уорлок. Предпочитая смерть тюремному заключению, Танос, по-видимому, погибает в результате взрыва бомбы. У героев есть оговорки по поводу того, что Уорлок оставляет её себе, но он возвращает их на Землю. Затем Уорлок отправляется на 60 дней в будущее, чтобы посетить неназванную планету, где Танос живёт как фермер. Танос говорит Уорлоку, что он отказался от своих поисков власти и решает вести тихую, интроспективную жизнь.